# 334

334(삼백삼십사)는 333보다 크고 335보다 작은 자연수다.

## 수학
- 합성수로, 그 약수는 1, 2, 167, 334다. 진약수의 합은 170이므로, 334는 부족수다.
  - 107번째 반소수다. 앞의 반소수는 329, 다음 반소수는 335다.
- {\displaystyle 334=40+65+96+133}
  - 연속하는 네 팔각수의 합으로 나타낼 수 있는 수다. 이 성질을 지닌 앞의 수는 222, 다음 수는 470이다.
- {\displaystyle 334=4^{2}+7^{2}+10^{2}+13^{2}}
  - 공차가 3인 네 자연수의 제곱합으로 나타낼 수 있는 수다. 이 성질을 지닌 앞의 수는 270, 다음 수는 406이다.

## 과학
- NGC 334(영어판): 조각가자리 방향에 있는 막대나선은하.

## 교통

### 철도
- 수도권 전철 3호선 금호역의 역번호.
- 대구 도시철도 3호선 수성시장역의 역번호.

### 도로
- 국도 제334호선
  - 일본 334번 국도(일본어판): 홋카이도 메나시군 라우스정에서 아바시리군 비호로정까지 이어지는 일본의 국도.
- 기타 도로
  - 334번 지방도: 경기도 의왕시 청계동에서 성남시 분당구 금곡동까지 이어지는 대한민국의 지방도.
  - 현도 제334호선

## 군사
- U-334(영어판, 독일어판): 제2차 세계 대전에 사용된 나치 독일의 군용 잠수함.

## 문화유산
- 대한민국의 국보 제334호: 기사계첩 및 함
- 대한민국의 보물 제334호: 통도사 청동 은입사 향완
- 대한민국의 사적 제334호: 공주 석장리 유적

## 방송
- KT HCN의 플레이런TV 채널 번호.

## 기타
- 연도: 334년, 기원전 334년